# Festival de Cinema de Trancoso
O Festival de Cinema de Trancoso, é um Festival anual de cinema que acontecerá em sua 6ª Edição em 2023 no distrito de Trancoso, Porto Seguro, Bahia.  O Festival foi idealizado e é organizado pela cineasta Flávia Barbalho com a sua empresa Braxil Filmes. 
É um Festival que acontece sob a Lua Cheia e projeta filmes para um público de todas as idades em diversos locais da vila, tendo a Igreja de São João Batista do Quadrado Histórico como uma das telas principais de exibição. A cada ano um tema é abordado e debatido. Todos os anos são realizadas Oficinas de Cinema, que resultam na gravação de um filme de curta-metragem inspirado em um clássico do cinema mundial e que aborde um dos 17 ODS _ Objetivos do Desenvolvimento Sustentável elaborados pela ONU _ Organização das Nações Unidas.  
O Festival abre inscrições para cineastas de todo o mundo enviarem os seus filmes e promove encontros visando educar e aprimorar cidadãos através da difusão da arte, dos debates sobre novas perspectivas promovendo o intercâmbio sociocultural com o mundo através do cinema.

## Homenageados
Lista dos homenageados pelo Festival de Cinema de Trancoso por edição 

### 2018
Homenagem Mulheres do Cinema: Bárbara Paz, Bruna Lombardi, Helena Ignez, Leandra Leal, Liz Vamp Marins - filha do Zé do Caixão, Lucrécia Martel - Argentina, Raquel Hallak, Petra Costa, Mariana Aydar, Sara Silveira, Tânia Montoro, Vânia Catani.
Homenagem Novas Ideias: Juliano Pozati.
Homenagem Proibido Nacional: Ramon Navarro.
Homenagem Proibido Internacional: Pedro Almodóvar

### 2019
Homenagem História: Alexandre Robatto Filho – primeiro cineasta da Bahia, Carla Camurati por Carlota Joaquina, Ney Latorraca e Paulo César Saraceni por Anchieta, José do Brasil, e Glauber Rocha, pelo posicionamento do cinema brasileiro no mundo.
Homenagem Talentos Locais: Augusto Sevá, Làmppi, Paulo Martins, Sonia Robatto.
Categoria Internacional: Robert Rodriguez.

### 2020
Homenagem Raízes Cinema Mundial: Charles Chaplin. 
Homenagem Nacional: Ney Matogrosso, Humberto Mauro, Neville d'Almeida, Jorge O Mourão, Halder Gomes e Oscar Niemeyer. 
Homenagem Internacional; CinePort – Festival de Cinema de Países de Língua Portuguesa.
Homenagem Mulher na Música: Dona Onete e Maria Bethânia.

### 2021
Menção Honrosa: Marcelo Galvão, por sua carreira; Beto Gauss e Carlos Saldanha, criadores da Série Original Netflix “Cidade Invisível”; Walter Salles, por Central do Brasil”.
Prêmio Originalidade Audiovisual: Hildebrando Pontes, Thiago Ferraro e Fernanda Kiehl (Monday Feelings), Gustavo Abahh, Giuliano Chiaradia e Sidivaldo Oliveira.

### 2022
Menção Honrosa Categoria Internacional: Kevin McGuire e Ruby O. Fee;  Categoria Cinema Brasileiro: Lázaro Ramos.
Categoria Sustentabilidade: Silvio Tendler e Luis Bolognesi
Categoria Regional: Caio Vecchio.
Categoria Comunicação: Lígia Mendes.